# Velika igra (strip)
Velika igra je redovna epizoda strip serijala Marti Misterije premijerno objavljena u Srbiji u svesci #70. u izdanju Veselog četvrtka. Sveska je objavljena 22.2.2024. Koštala je 590 din (5 €; 5,5 $). Imala je 162 strane.

## Originalna epizoda
Originalna epizoda pod nazivom Il grande gioco objavljena je premijerno u #348. regularne edicije Marti Misterije koja je u Italiji u izdanju Bonelija izašla 10.12.2016. Epizodu su nacrtali braća Esposito, a scenario napisali Alfrdo Kasteli i Enriko Loti. Naslovnu stranu nacrtao Đankarlo Alesandrini. Koštala je 6,3 €.

## Prethodna i naredna epizoda
Prethodna sveska Marti Misterije nosila je naziv Zlato Kralja Mide (#69), a naredna Zeleni čovek (#71).